# انتخابات الرئاسة الأيرلندية 1974
انتخابات الرئاسة الأيرلندية 1974 هي الانتخابات الرئاسية التي جرت في 1974، في جمهورية أيرلندا، لانتخاب رئيس أيرلندا، فاز بالانتخابات Cearbhall Ó Dálaigh ‏.